# 人工岩
人工岩（じんこういわ）は擬岩（ぎがん）とも称される、人工的に製作された岩壁や岩塊のことである。
庭石のように単体かつ小規模に使われる場合は擬石（ぎせき）と呼ぶ場合が多い。

## 概要
人工岩は主に、公園や遊戯施設などに野性味のある自然景観を持ち込む手段として多く用いられる。
景観演出として本物の石なり岩を用いる場合、それが大きくなればなるほど採取するのも運搬するのも大変な労力が必要となる。この手間を省くため、岩の表情がついたパネル状の部材を組み合わせて大きな岩塊としたり、盛ったモルタルにコテで岩目を造形したりする手法によって人為的・擬似的に岩を創出する。
逆に本物の岩塊を持ってきて積み上げても見た目は石垣にしかならないうえにそうした工事自体が困難を伴うため、大きな岩壁の表現などは人為的に造ったほうが、より容易に自然な空間を生み出すことができる。

## 使途

### 動物園・水族館
昭和7年に恩賜上野動物園でサルの展示空間に人工的に造形した岩山（いわゆる「サル山」）を導入したのが最も初期の国内例。以後、各地の動物園のサル展示に同様のものが流行した。
近年は動物園がただの檻の集まりから行動展示型へと移行しているのに伴い、展示生物の生活環境を表現するために岩山を人工で造形したり、他展示との境界線をフェンスではなく自然な土塊に見せて目立たなくするといった活用が増えている。

### テーマパーク
東京ディズニーシーの中心に立つプロメテウス火山が人工岩の用例としては典型的であるが、軽度なものではゲームセンターの柱の装飾などにもこうしたものが見られる。

### 自然環境下
防災設備としてのダムや砂防堰堤、河川のコンクリート護岸に対し、周辺景観とのマッチングを図る目的で人工岩によるある種のカムフラージュをしたり、名所景観の岩の侵食が進んだものを保護するためコンクリートで固めその表面をもともとの岩に似せたりといった用例がある。こうした激しい用途に用いる場合は、内部もコンクリートで充填し強度を高める。

### フリークライミング
インドアクライミング用の、人工的な手掛かりを設定した壁面も人工岩や擬岩と呼ぶことがある。これは見た目のリアルさは求められておらず、用途・機能的には上記と全く異なる。

## 素材
人工岩は大きく、プラスチック系かセメント系に大別される。以下に挙げるような素材を、鉄骨や鉄筋、金網などによって内側から支えている。

### プラスチック
プラスチックの場合、多くはグラスファイバーを編み込んだFRP（繊維強化プラスチック））である。プラスチック系は比較的造形力に優れ、費用も安いものの、強度や耐候性に劣る面がある。室内に岩の装飾を施す場合は、その建物の荷重条件をクリアするためにできるだけ軽くする目的でプラスチック系にする場合が多い。叩くと、岩とは思えない軽い音がする。

### セメント
セメント系は耐久性に優れ、激しい使用環境下での利用にも耐えうる。なにより素材感が岩そのものに近似している。セメントの場合は、骨材を混ぜないモルタルから、グラスファイバーを編みこんだGRCや同じくカーボンファイバーによるCFRCなどまで多岐に渡る。場合によっては内部をコンクリートで充填し、叩いてもまったく空洞感のないものにすることができる。

## 造形手法
岩らしさを表現する手段は2種類ある。

### ハンドカービング
人間の手による彫刻的な技によって作り出す方法で、主にセメント系素材の場合に用いられる。練った素材を対象部分に塗りつけ、コテで鋭角的なディテールを造り込んだり、逆に含水比の高いセメントを塗ることで有機的に侵食された岩肌を表現することができる。

### パネル
実物の岩から型を採取し、この型をもとに岩目を作る方法で、これはプラスチック系とセメント系どちらでも使われる。自然の岩から型を採れば簡単にリアルな岩を作れるというものでもなく、逆に自然の岩がどう成立しているかといった地学面をよく理解していなければ、複数の型を組み合わせたときに不自然さが目立つものとなってしまう。

## 色
色は予め基本色を部材に織り込むほかは塗装による。塗装はそれを岩らしく見せる重要な工程のひとつであり、エイジングやウェザリングなどさまざまな技法が用いられる。

## 例
- 鹿児島県土木部砂防課の花川渓流再生砂防事業でも、基本方針に従い、上流域においては砂防堰堤を擬岩ブロックで自然景観と融合を図っているとしている。
- 2010年土木学会デザイン賞最優秀賞の二ヶ領用水・宿河原堰は、擬岩仕上げを使用している。擬岩ブロックはいかにも偽物というものが多いがここのはなかなかよく、洪水にさらされる構造物の、まさに土木のデザインということで高い評価を得たとしている。
- 観光名所になっているような景勝地の景観保存の例では、ゴムラバー材を使用した高知県の桂浜龍王岬の例がある。このときの材と工法を開発者らは「造景岩」と呼んでいるが、これについては、大年邦雄、「甦った桂浜龍王岬」（土木学会誌 Vol.82-1997年4月号）長谷川実、「本物を目指して、擬岩」（土木学会誌 Vol.81-8-1996年8月号）斎藤潮、「自然環境と自然風景」（『都市計画』213、1998年）などに詳しい。
- 環境創造型岸壁(エコ岸壁)と、大阪府港湾局では名づけている、天保山大阪文化館・天保山の海側正面に位置する擬岩を使ったマーメイド広場前の防波堤や、河川護岸が明らかに人工的な形に仕上げている仁川上流修景護岸及び落差工 （西宮市）などは、非常に奇異に感じる事例とされる。
- 擬石の例では、手すり子は通常石や木材、金属などを使用するが擬石製の手すり子も18世紀からイギリスで開発され普及した。
- 建物では例えばJR西日本本社ビルで腰に龍山石と龍山石に似せた擬石が用いられている。
- 舗装では平和通買物公園で、路面は自然石のほかに、自然石風擬石を使用してもいる。
- 類似の手法に日本の復元城で用いられる模擬の石垣、構造はコンクリート基礎で、その基礎の表面を石で覆い、石垣に見せているという城石垣がある。
- このほかには、小川治兵衛の手がけた京都の都ホテル庭園擬石製滝石組(1933年)など、庭園での使用例が多数ある。
- タナロット寺院修復　バリ島緊急海岸保全プロジェクト。土木学会環境賞受賞。人工リーフと擬岩パネル工法を用いての海食崖の防護が行われる
- 河川水路　その地に合った瀬・淵・汀線・エコトーンの整備から，擬岩の利用まで様々な環境条件について現地実験が進められている
- 輪島港輪島崎地区の擬岩防波堤　1978年着工 外から見たときだけ岩に見える
- 国指定の名勝天然記念物「七つ釜」の「一の滝」とその右岸斜面 修景型枠(擬岩ブロック)工法を採用
- 今久保谷砂防堰堤周辺　かずら橋を中心とする観光施設が多く存在し観光客で賑わう場所であることで砂防堰堤の表面に擬岩パネルを使用。砂防関係事業では、所管の国土交通省から砂防関係事業における景観形成ガイドラインが例示されている
- 松尾芭蕉ゆかりの「田原の滝」の再生　既設堰堤や下流側壁には擬岩パネルを採用し、側壁では現地にて擬岩を造形していくハンドカービングを採用